# Trućevac
Trućevac es un pueblo ubicado en la municipalidad de Despotovac, en el distrito de Pomoravlje, Serbia.

## Superficie
Posee una superficie de 7,821 kilómetros cuadrados.

## Demografía
Hasta 2011 la población era de 314 habitantes, con una densidad de población de 40,15 habitantes por kilómetro cuadrado.